# Roestrugoropendola
De roestrugoropendola (Psarocolius angustifrons) is een zangvogel uit de familie Icteridae (troepialen).

## Verspreiding en leefgebied
Deze soort telt 7 ondersoorten:
- P. a. salmoni: westelijk en centraal Colombia.
- P. a. atrocastaneus: westelijk Ecuador.
- P. a. sincipitalis: het noordelijke deel van Centraal-Colombia.
- P. a. neglectus: noordoostelijk Colombia en noordwestelijk Venezuela.
- P. a. oleagineus: het noordelijke deel van Centraal-Venezuela.
- P. a. angustifrons: het noordwestelijk Amazonebekken.
- P. a. alfredi: van zuidoostelijk Ecuador tot centraal Bolivia.